# Herman Schoonderwalt

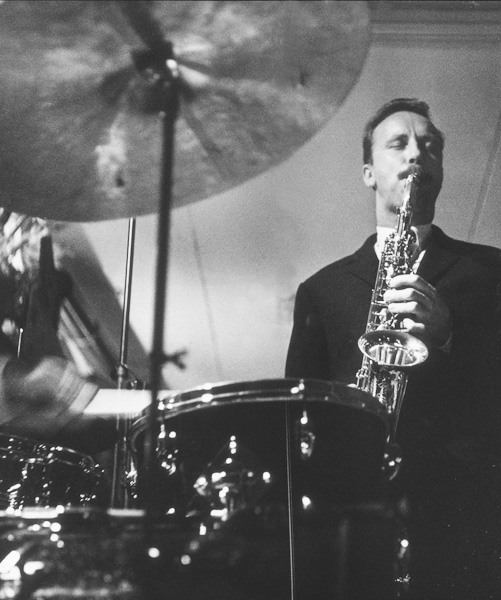
Herman Schoonderwalt (1966)

Herman Schoonderwalt (* 23. Dezember 1931 in Eindhoven; † 15. Juni 1997 in Bosch en Duin) war ein niederländischer Jazz-Saxophonist (Altsaxophon, aber auch Bariton- und Sopransaxophon), Klarinettist, Flötist, Komponist, Arrangeur und Bigband-Leader. Er spielte sowohl Oldtime-Jazz, Swing, Bop als auch Rockjazz.

## Leben und Wirken
Schoonderwalt war auf allen seinen Instrumenten Autodidakt. Er spielte zunächst Dixieland, bevor er sich dem Modern Jazz zuwendete. 1955 nahm er als Mitglied der Dutch All Stars, aber auch mit eigenem Septett auf. In den späten 1950er Jahren war er zeitweise Mitglied der Swing-Band „The Millers“. 1953 war er mit Fred Loggen auf Tour in Deutschland, 1955 mit Sandy Mosse in Schweden und 1956 in Spanien mit dem Miller Sextet. Er spielte auch mit Pim (Aufnahme 1958, 1974) und Ruud Jacobs. Von 1958 bis 1961 war er zudem Mitglied der Rhythme All Stars. Ab 1961 war er Saxophonist in der Boy-Edgar-Bigband und begleitete in der Oliver Nelson Band die Sängerin Rita Reys (Aufnahme bei Philips 1965). In den 1950er und 1960er Jahren gewann er mehrfach die Polls verschiedener niederländischer Jazzzeitschriften in Baritonsaxophon und Klarinette. Ende der 1960er Jahre spielte er im Hobby Orkest mit Cees Smal, Frans Elsen. In den 1970er Jahren hatte er ein eigenes Quartett mit Nico Bunink, Wim Essed und Peter Ypma und spielte in der Gruppe Basic Train. Er spielte u. a. mit den Trompetern  Red Rodney (1975, „Scrapple from the Apple“, Live aus Nick Vollebregt´s Jazzcafe in Laren) und Dizzy Gillespie und begleitete die Sänger Mel Tormé und Astrud Gilberto; auch war er an Aufnahmen von Ben Webster (1970), Rolf Kühn (1962) und von Charly Antolini (1970) beteiligt. 1987 wurde er Leiter der Bigband „The Skymasters“ (bis 1996). 1993 brachte er das Album „Sounds of Silence“ mit eigenen Kompositionen heraus. Er unterrichtete auch am Konservatorium in Hilversum und schrieb Musik für Film und Fernsehen.
Schoonderwalt starb in seinem Wohnort an einem Leberleiden.
1963 erhielt er den ersten Wessel Ilcken Preis.